# Patricia Gozzi
Patricia Gozzi est une actrice française née à le 12 avril 1950 à Paris.

## Biographie

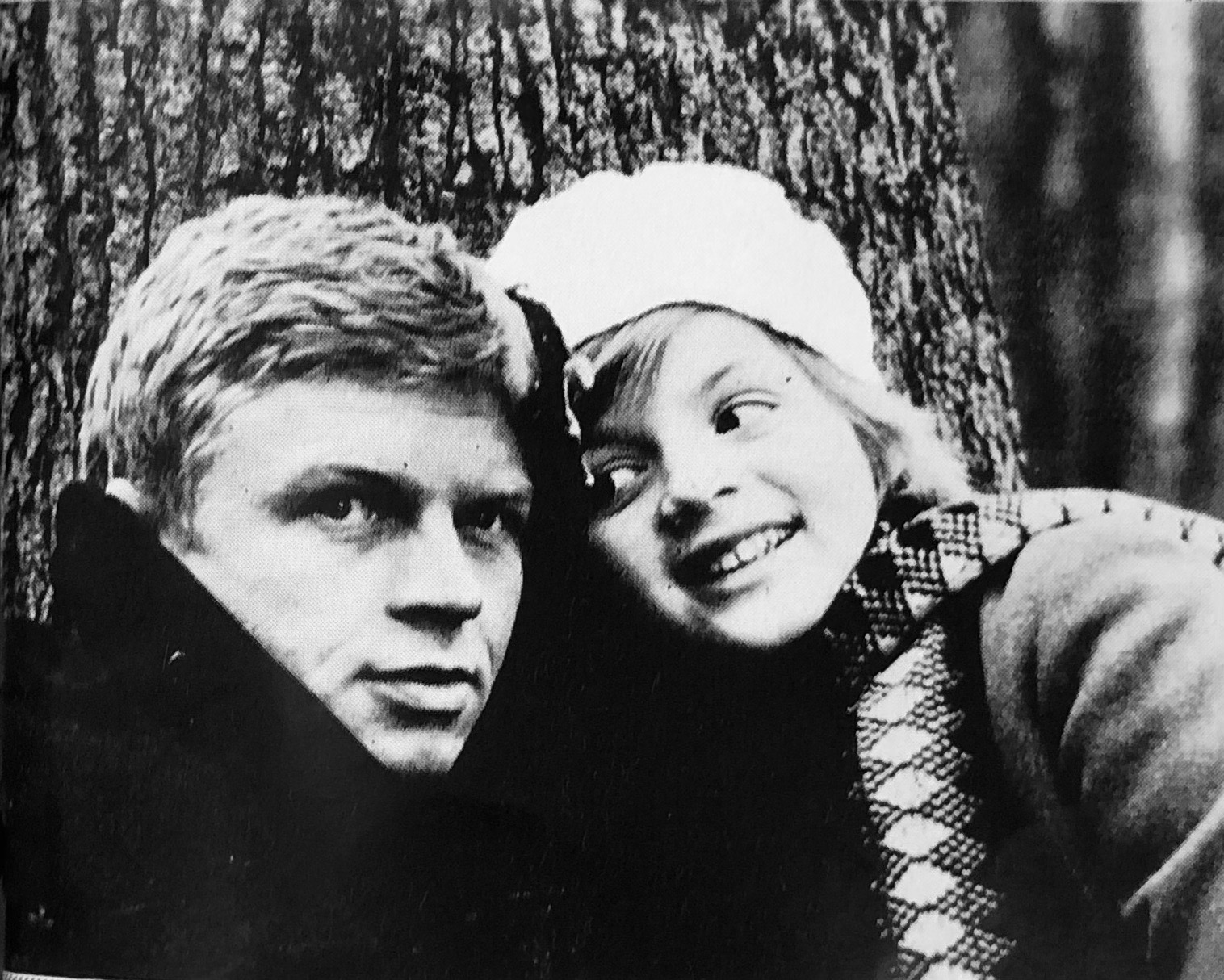
Patricia Gozzi aux côtés de Hardy Krüger dans une scène du film Les Dimanches de Ville-d'Avray.

Fille d'Yves Gozzi, dirigeant de société et de Gilberte Gozzi son épouse, Patricia Gozzi est la sœur de Chantale, Marielle, et Joëlle ayant également fait du cinéma. Elle est connue pour son rôle de Cybèle dans Les Dimanches de Ville-d'Avray et celui d'Agnès dans La Fleur de l'âge.
Elle met fin à sa carrière au début des années 1970.

## Filmographie

### Cinéma
- 1960 : Recours en grâce de László Benedek : Denise.
- 1961 : Quai Notre-Dame de Jacques Berthier : Fortunée
- 1961 : Léon Morin, prêtre de Jean-Pierre Melville : France.
- 1962 : Les Dimanches de Ville d'Avray de Serge Bourguignon : Françoise / Cybèle.
- 1965 : La Fleur de l'âge (Rapture) de John Guillermin : Agnès Larbaud.
- 1973 : Le Grabuge d'Édouard Luntz : Dina.

### Télévision
- 1962 : Le Théâtre de la jeunesse (Série TV) : Pony
- 1970 : Un otage de Marcel Cravenne (Téléfilm) : Teresa.

### Documentaires
- Auteur inconnu, Page cinéma, diffusé le 23 novembre 1962 [Source audiovisuelle INA].
- Patrick Jeudy, Moi je, diffusé le 4 juin 1986 [Source audiovisuelle INA].